# مگس‌های سرباز
مگس‌های سرباز سیاه (نام علمی: Stratiomyidae) نام یک تیره از زیرراسته کوتاه‌شاخکان است.
این خانواده شامل بیش از 2700 گونه در بیش از 380 نوع باقیمانده در جهان هستند. نوع بالغ در نزیکی محل سکونت لاروها در نواحی مرطوب در خاک، چمن، زیر پوست درختان، در فضولات حیوانات و در مواد آلی در حال تخریب یافت می شوند.
Stratiomyinae زیر گروه متفاوتی هستند که تمایل به محیط آبی دارند. آن ها در اندازه و شکل متفاوت هستند، اگر چه معمولا به صورت جزئی یا کلی سبز متالیک یا زنبقی شکل، سیاه و زرد یا سبز و بعضی اوقات متالیک هستند. آن ها اغلی مگس های غیر فعالی هستند که نوعا در حال استراحت هستند.
حشره خواری
در انگلیسی، Stratiomidi  معمولا مگس های سرباز نامیده می شوند.
مشخصات:
این مگس ها خیلی کوچک تا بزرگ ( دارای 3-20 میلی متر طول) هستند. آن ها آنتن های سه بخشی دارند. 

## نگارخانه

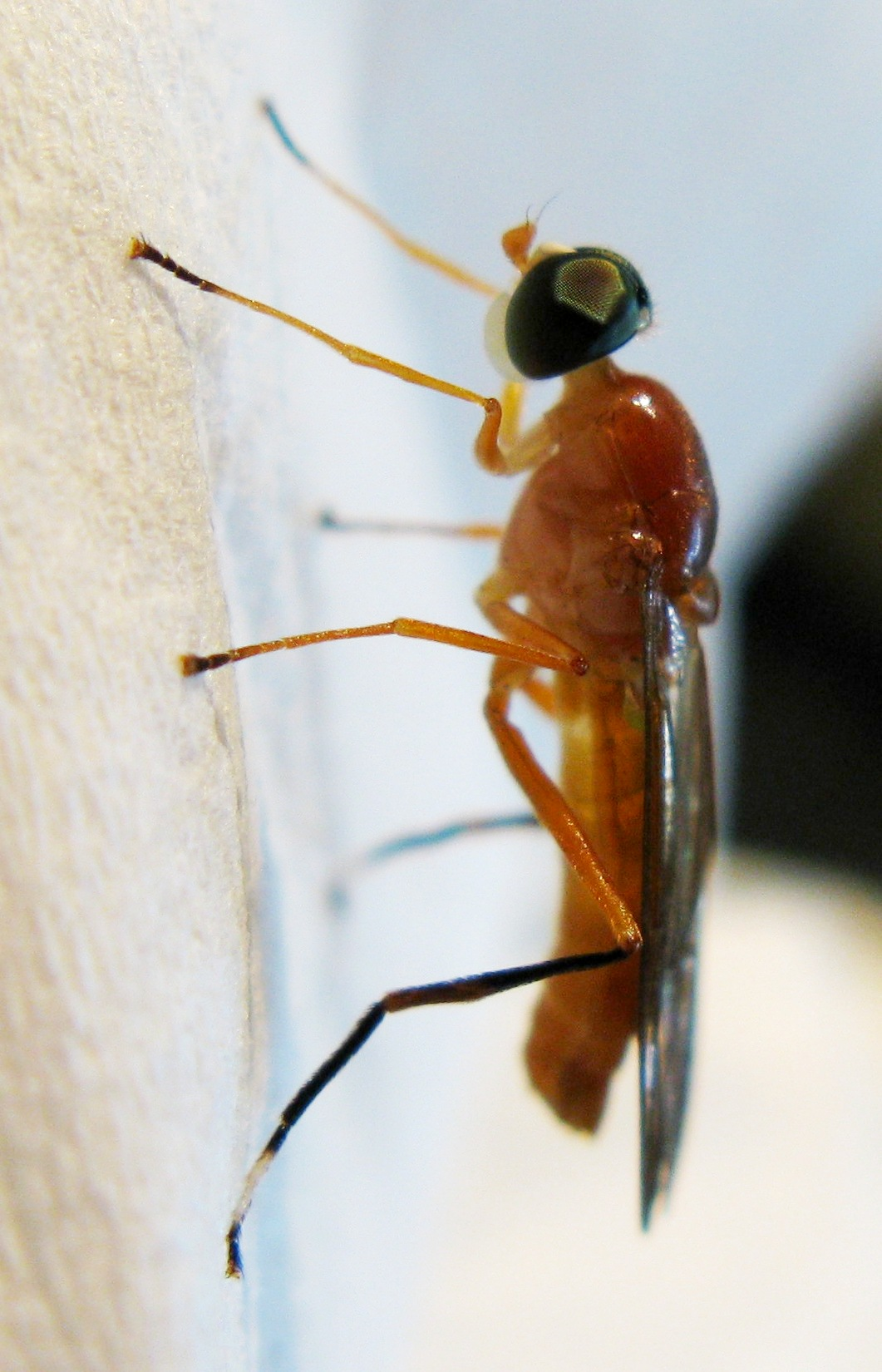
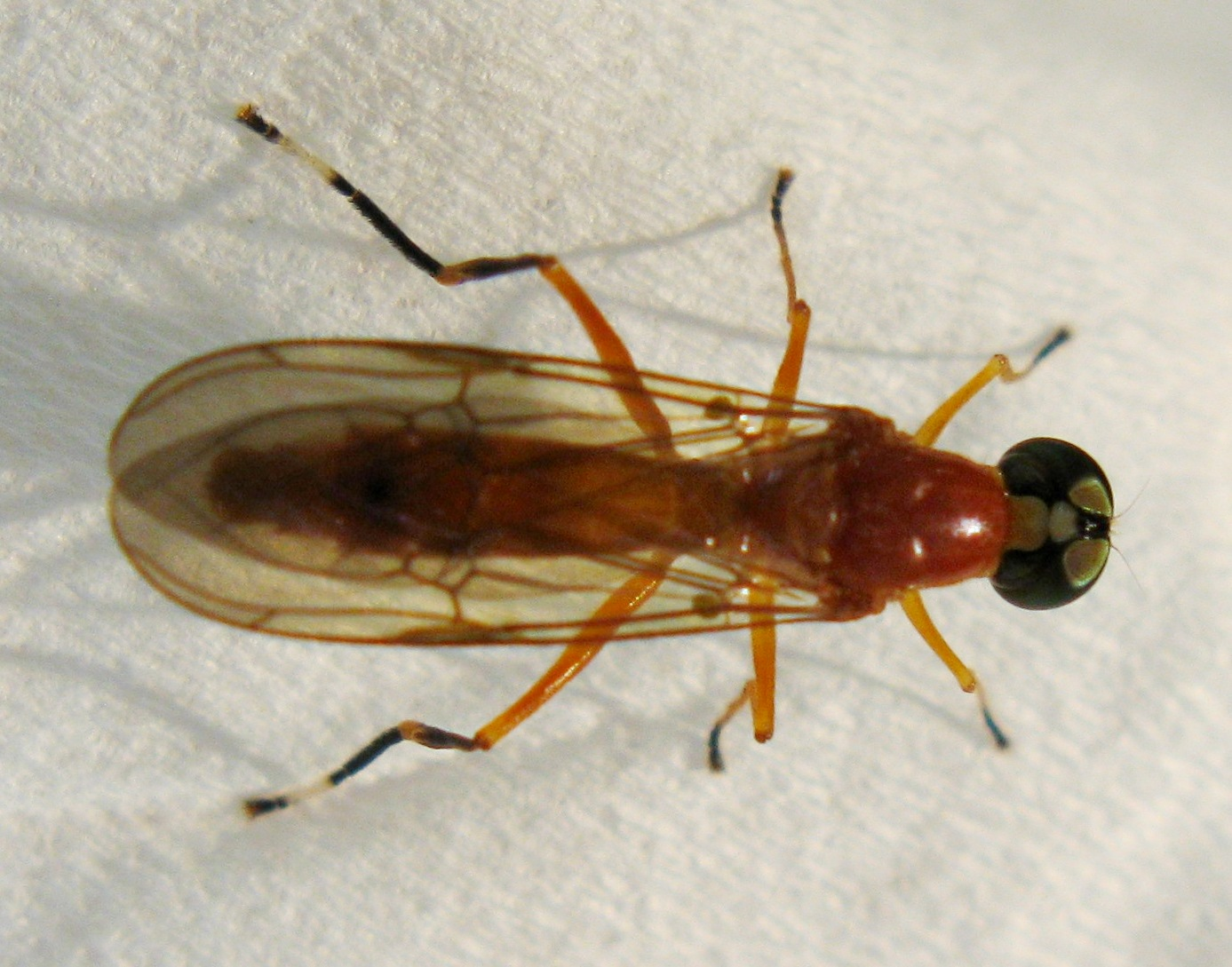